# Керженець
Ке́рженець — річка в Нижньогородській області Росії, ліва притока Волги. Довжина 290 км, площа басейну 6 140 км².
Більшою частиною річка протікає по Волзько-Ветлузькій низовині. Русло звивисте; в гирлі розбивається на рукави. Середня витрата води біля села Хахали 18,8 м³/с. Сплавна.
В XVII—XIX століттях в глухих лісах басейну річки були поселення старообрядців (Керженські скити).